# 車両標識 (自衛隊)
車両標識（しゃりょうひょうしき）とは、防衛省及び自衛隊で使用される車両（公用車）に提示される標識である。

## 概要
主に防衛省に勤務する高官（防衛大臣等）や1佐職以上の自衛官が乗車する車両に提示されるプレートであり、駐屯地（基地）内の移動や登庁及び退庁時に車両フロントガラス付近に乗車している人物の階級や所属部隊を示すために提示されている。

## 区分

### 大臣・事務官等
総理大臣や防衛大臣等が乗車する車両には、それぞれ役職に応じて桜星（5個は総理大臣及び防衛大臣・4個は防衛副大臣等・3個は参事官や各機関の長等）で表示される。台地は総理大臣は紫色、防衛大臣・副大臣等はえび茶色、事務次官は深緑色、その他は白色の台地を使用する。

### 将官
その階級章に定められた桜星の数に合わせて車両標識が用意されている。陸・海・空はそれぞれ陸は「赤」海上は「青」航空は「水色」に、将補は銀色桜星2個、方面総監や師団長等の陸将たる将は銀色桜星3個、統合幕僚長及び陸上・海上・航空幕僚長たる将は4個の銀色桜星を取り付けた標識を提示する。

### 佐官
陸上自衛隊の場合、1佐職・1佐相当職の要職に着任した2佐若しくは指定階級は2佐であるが駐屯地司令職を兼務する部隊長として着任した2佐の部隊長が乗車する車両に提示され、主に白色のプレートに陸上自衛隊の「帽章」が取り付けられたものを提示する。。また、赤台座に帽章を取り付けた車両標識が存在するが副師団長や将補（二）を指定階級とする指揮官で1佐の間、または団長の職でありながら1佐（一）の混成団長、師団幕僚長・副旅団長等の役職に対する待遇であり、当該の役職の任を解かれた場合は次の部隊において1佐（一）が指定階級の部隊長に就任したとしても通常の白色台座に帽章という車両標識に戻る場合がある。
海上自衛隊の場合、代将として指定された1佐の自衛官が乗車する車両には青色のプレートに銀色の星1個による標識を提示する。
航空自衛隊の場合、1佐職の部隊長は所属部隊を明記した水色のプレートに銀色の星1個を提示した標識を提示する。
また、2佐や3佐の場合、乗車する73式小型トラック等の車両のフロントガラス部分左側に赤色の小さな紙製標識（ラミネート処理済）を提示する場合もある。（主に隊長職や中隊長職等）

### 尉官
厳密には専用の標識は存在していないものの、73式小型トラック等の官用車の場合、黄色の小さな紙製の標識を提示する場合もある。（但し中隊長等）

### 准尉・陸曹
連隊・群・大隊等以上の部隊の最先任上級曹長が乗車する車両には紺色のプレートに最先任上級曹長を示す標識（最先任上級曹長の腕章と同様の意匠（黄色や白色）等と所属部隊に応じて上部に星（詳細は上級曹長を参照）を掲示）を提示する。
曹（主に曹長クラス）が車長として乗車中の場合、白色の小さな用紙（ラミネート処理済）で表示する場合もある。

### その他
台地を白色として事務官が乗車する車両には桜蕾が、国会議員が乗車する車両には菊花の標識が掲示される。

## ギャラリー

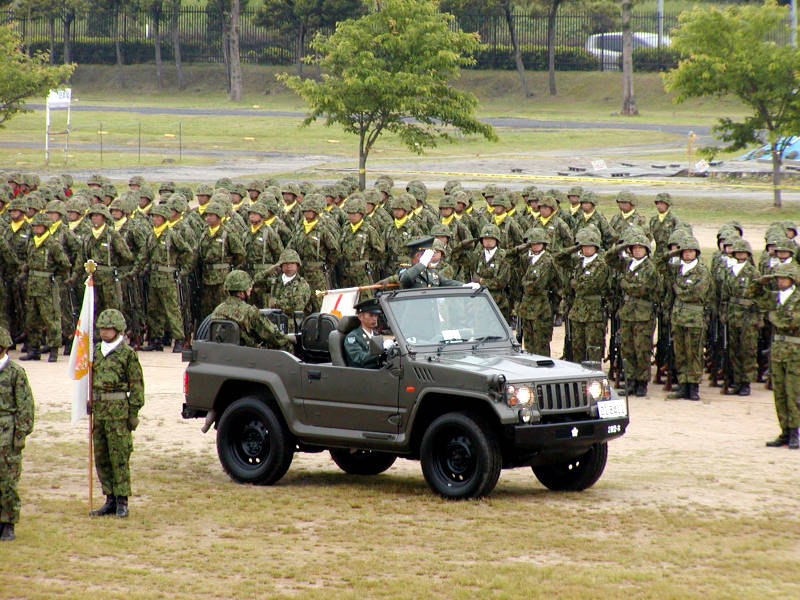
観閲官が乗車する車両フロントガラス中央の白色が車両標識
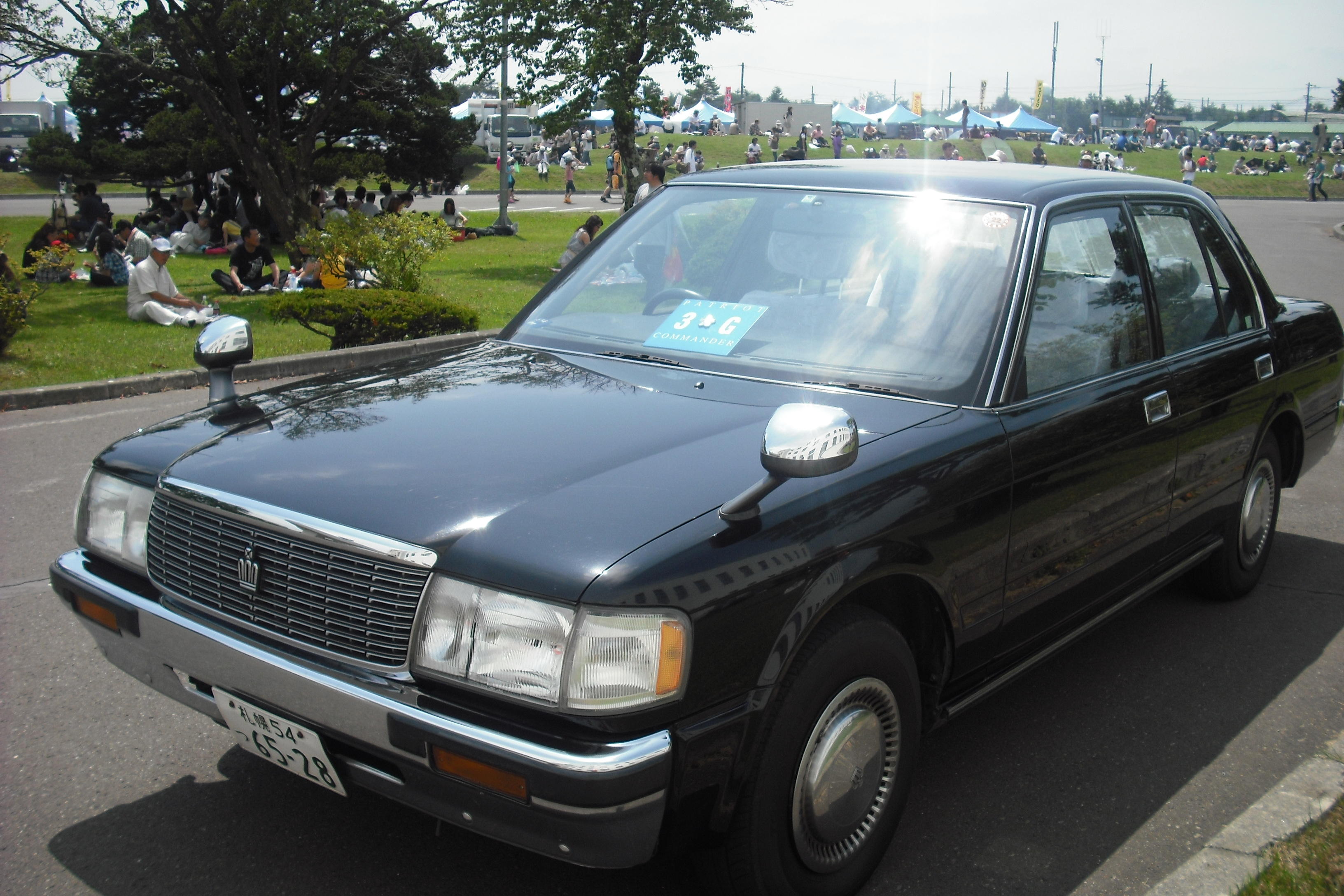
水色のプレートに部隊名等が記載されている。
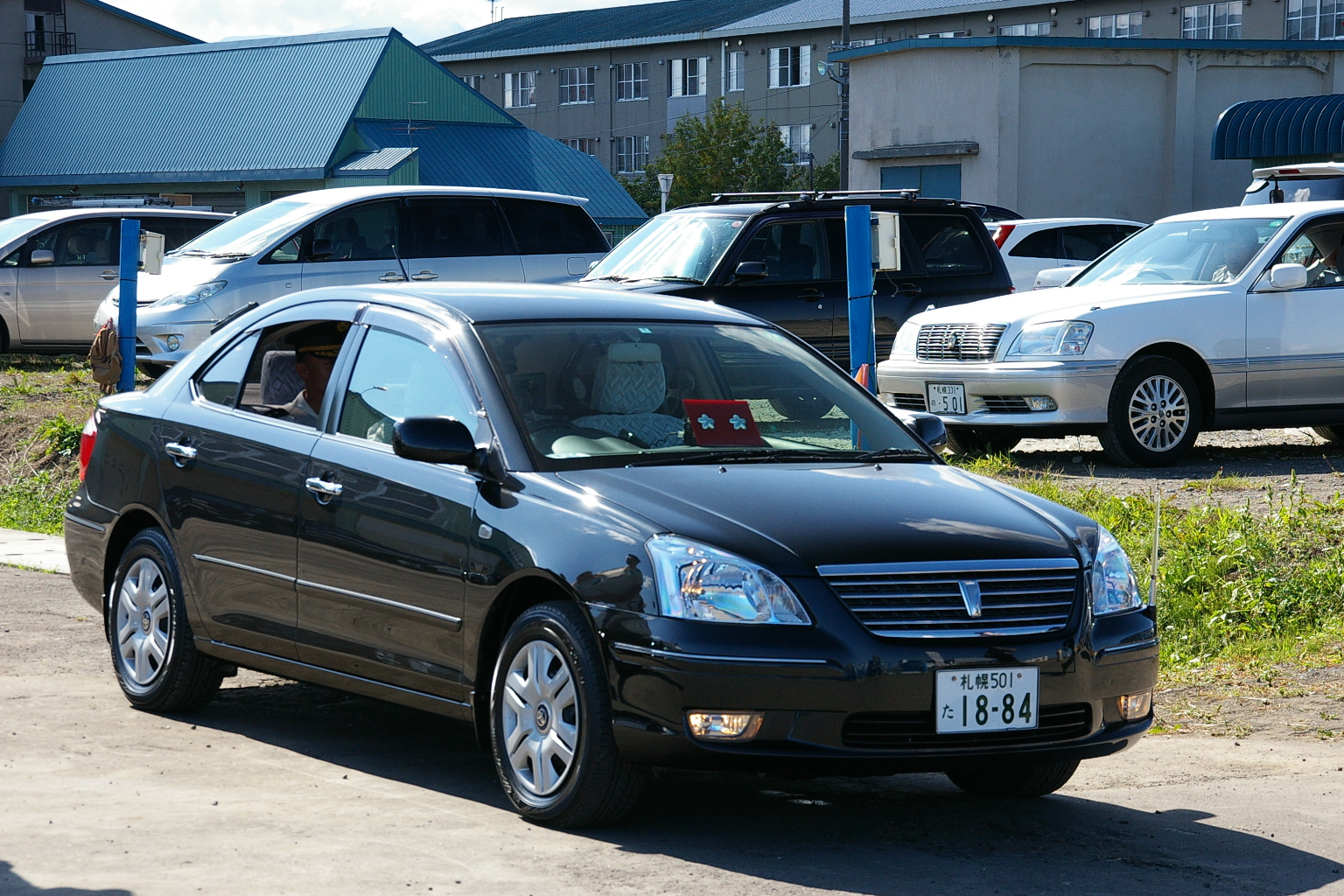
赤いプレートに銀色星2個で陸将補が乗車している事を示している
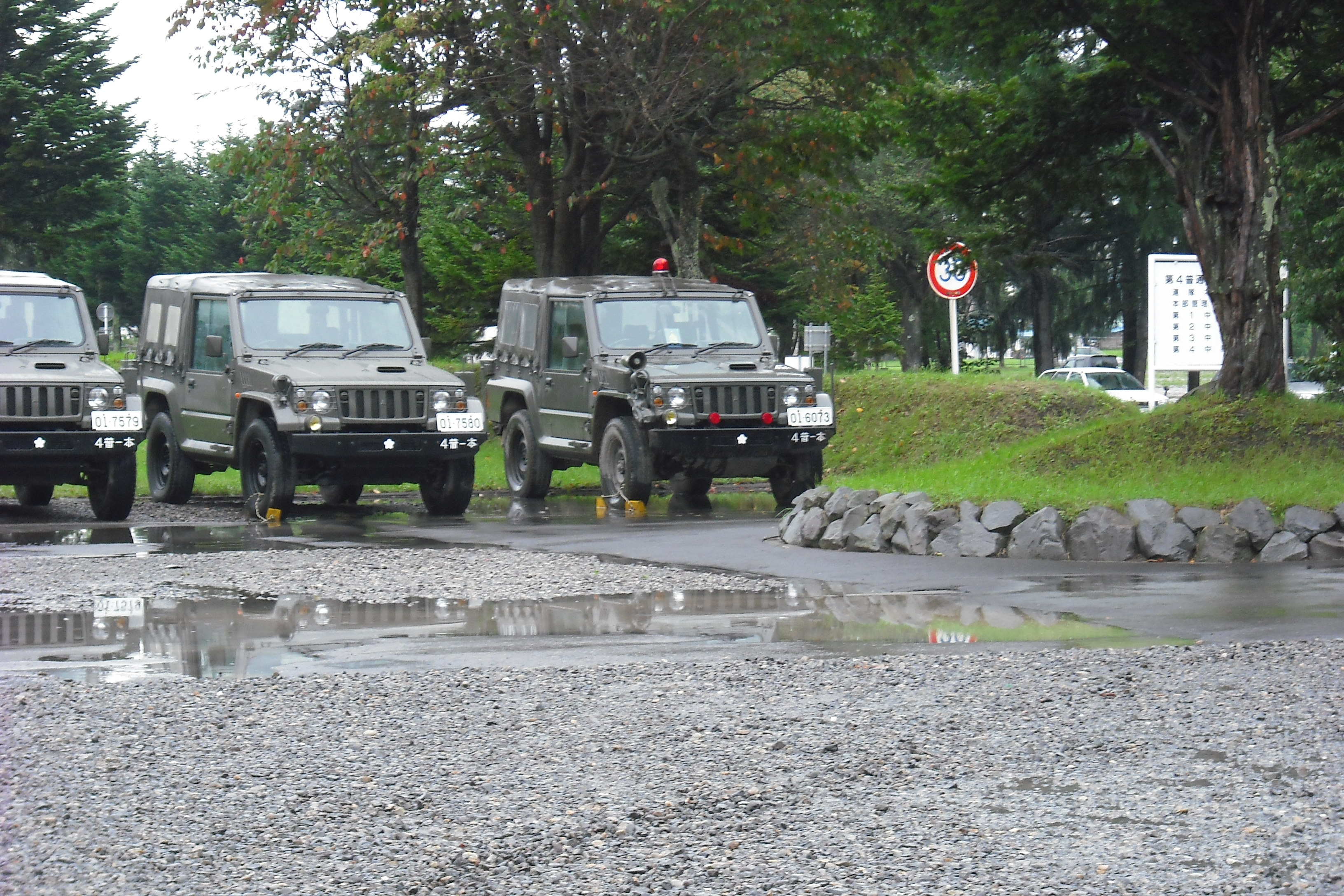
右側の車両フロントガラスには最先任上級曹長の意匠が提示されている
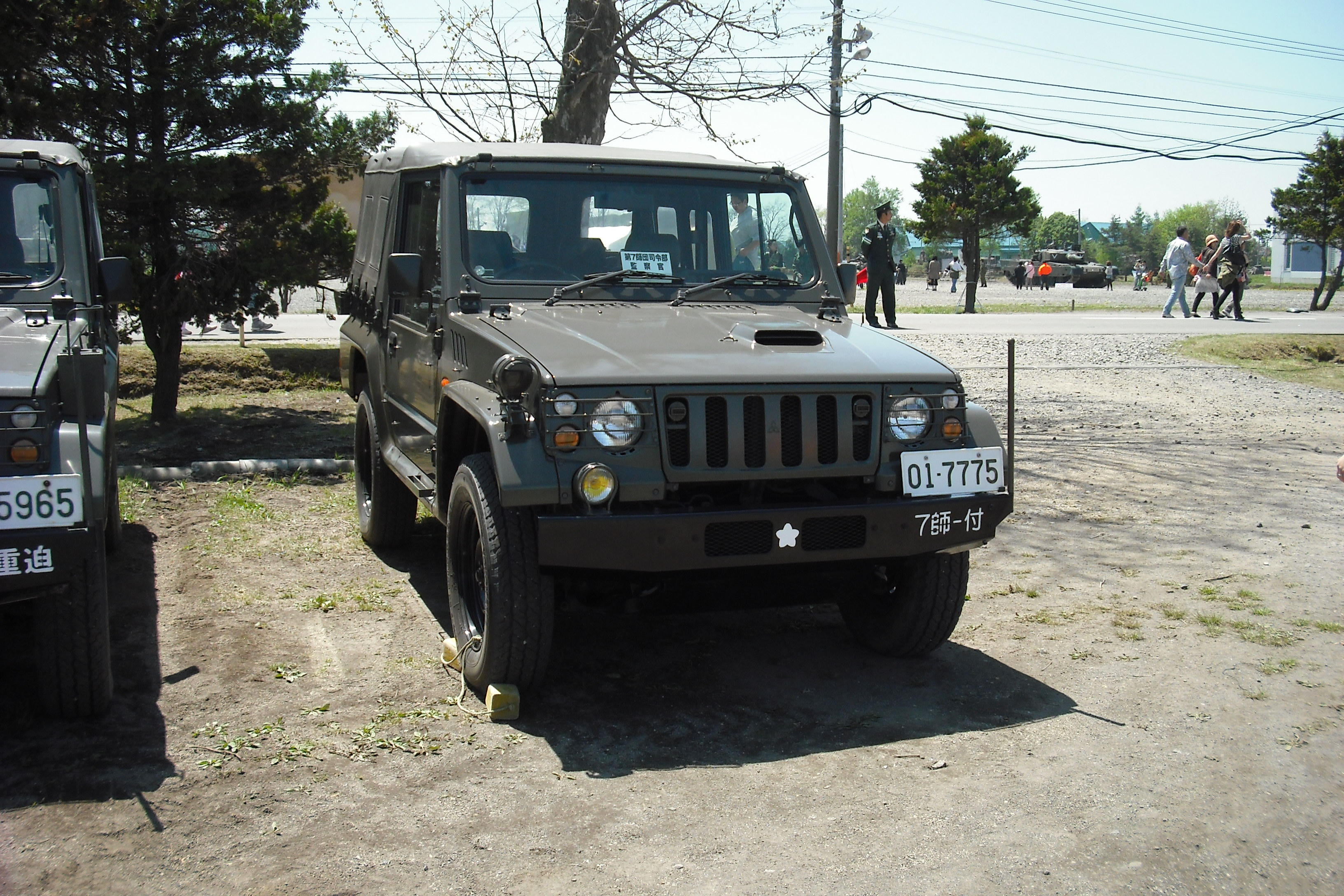
役職名を記した車両標識を提示している。
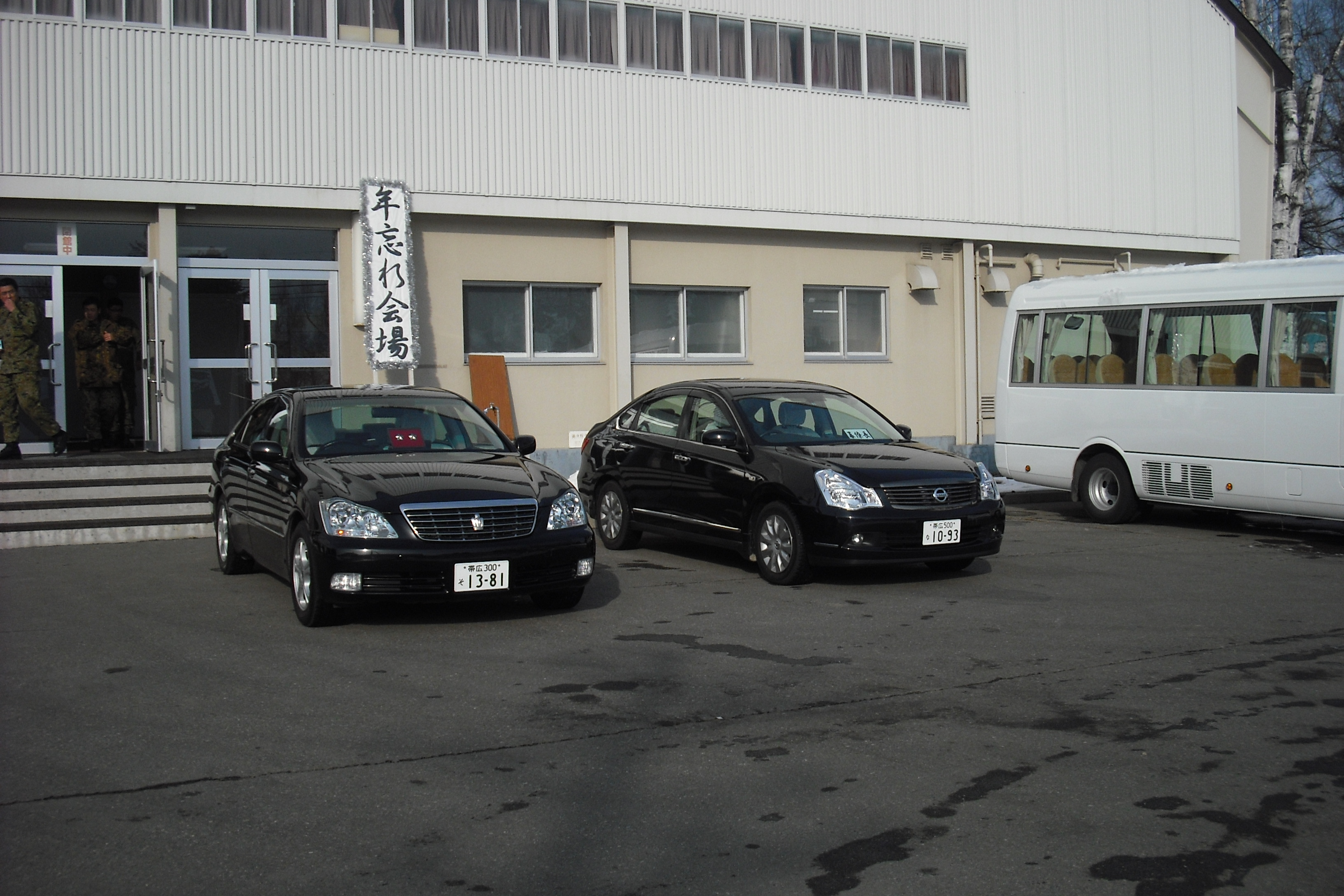
左は旅団長車、右は旅団幕僚長車で師団では赤台座に帽章により師団幕僚長車である旨を示しているが、旅団は副旅団長が当該の標識により副旅団長車として示しており、幕僚長は文字で示す事が多い。それぞれバックライト付きで夜でもしっかり視認できるようにされている。
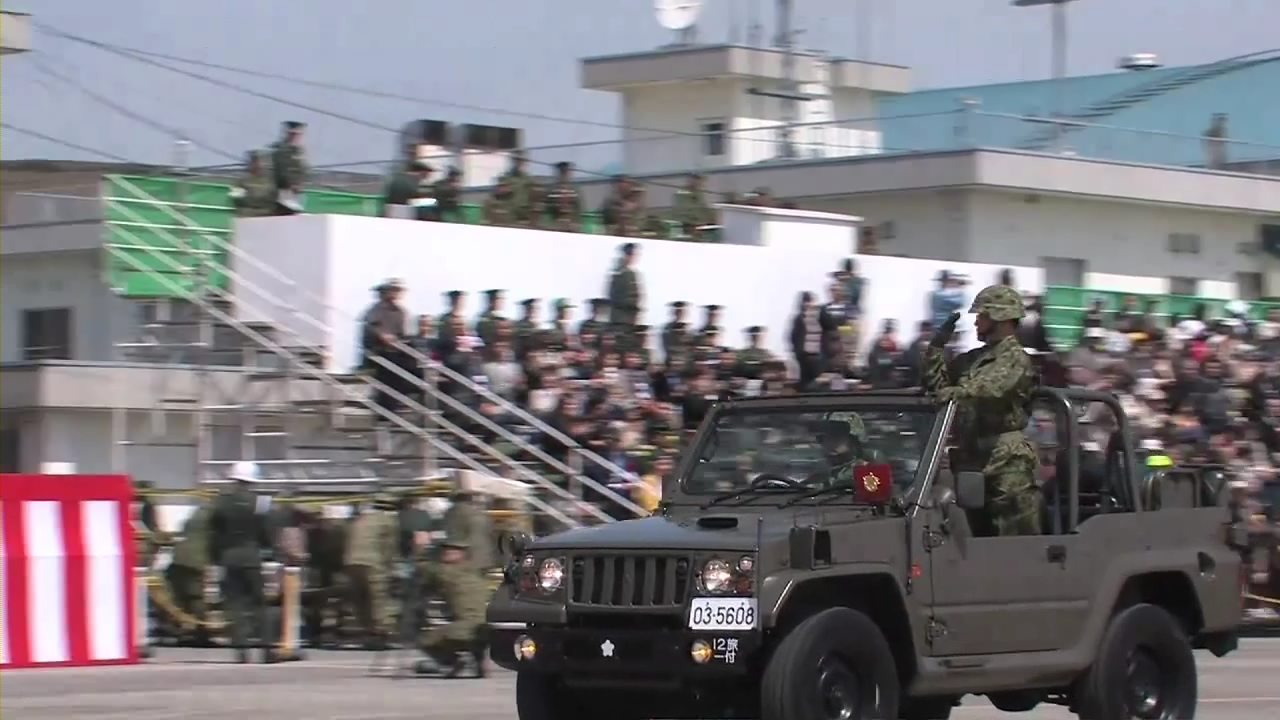
1佐（一）標識の例、1佐（一）職のうち准将に準ずる特定の役職にある1佐に提示される。この場合は副旅団長を示しており、他には師団幕僚長の要職や1佐の団長等において必要に応じて使用する。
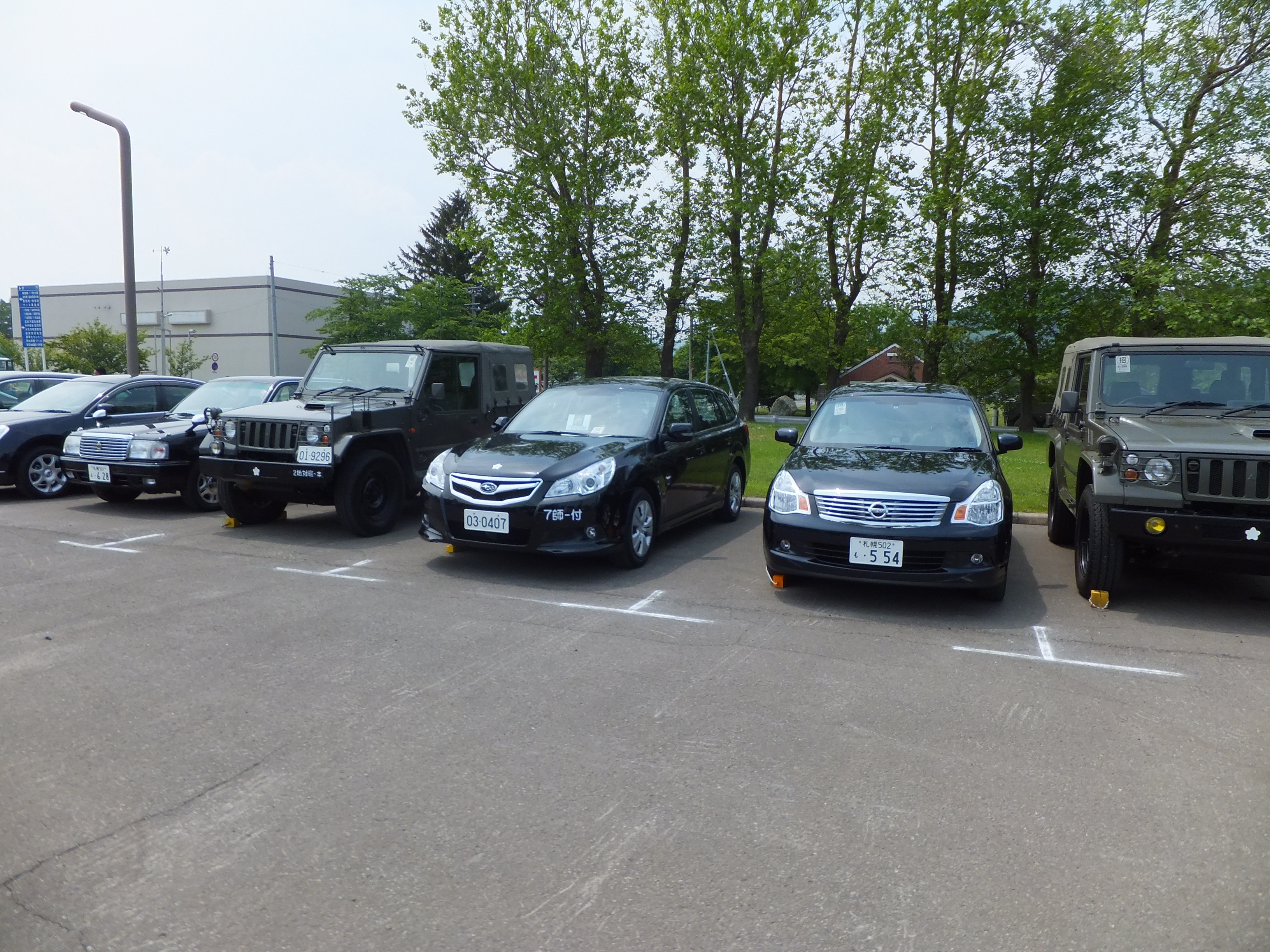
第7師団最先任上級曹長標識を提示した業務車1号
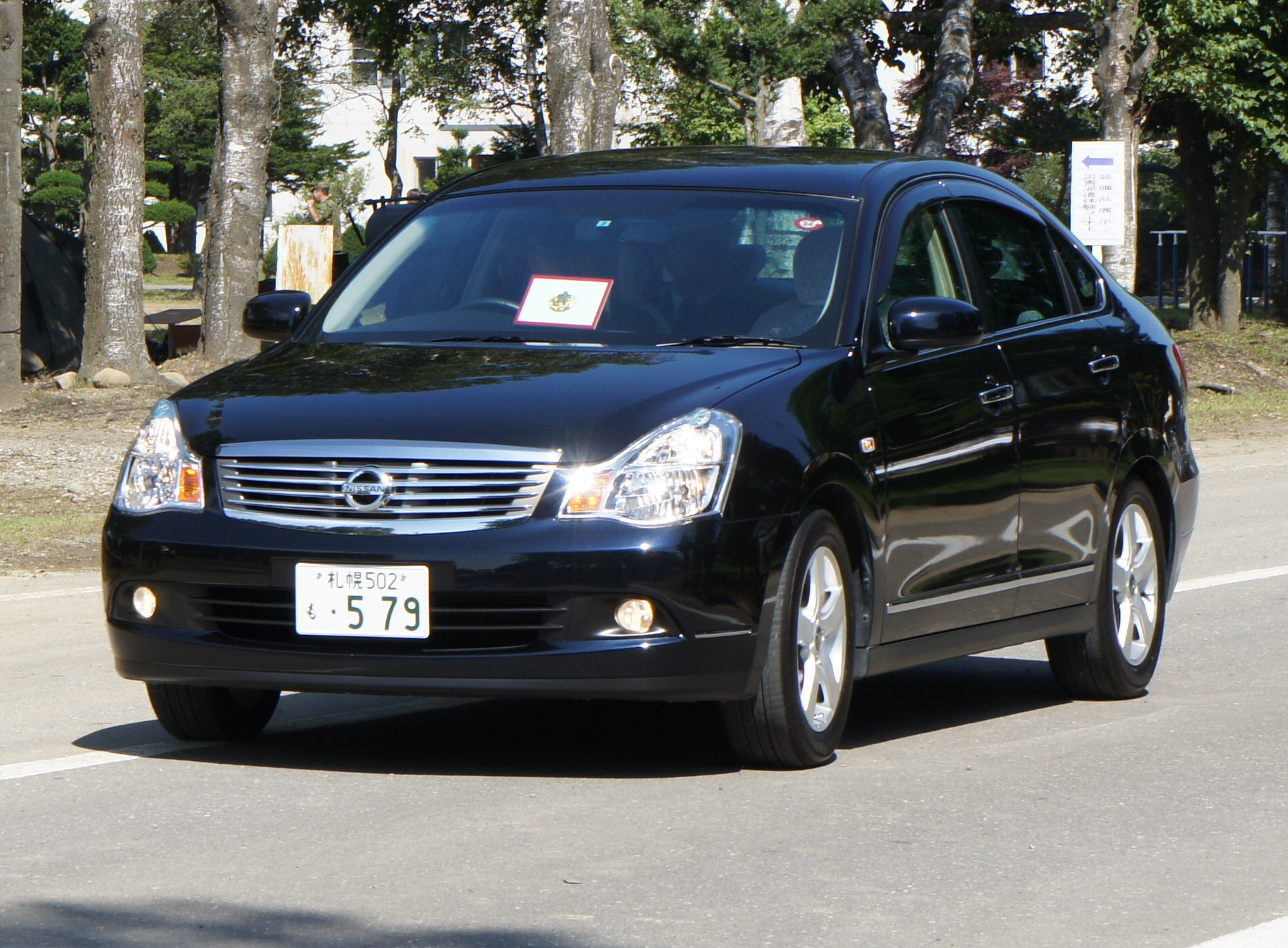
北部方面施設隊長（1佐（一））が乗車している業務車3号の標識は白色台座に赤枠を取り付けて他の部隊長と区別している
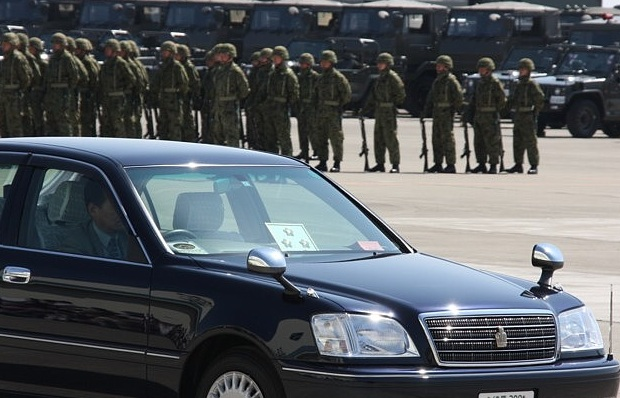
防衛事務次官等が乗車する車両の標識例
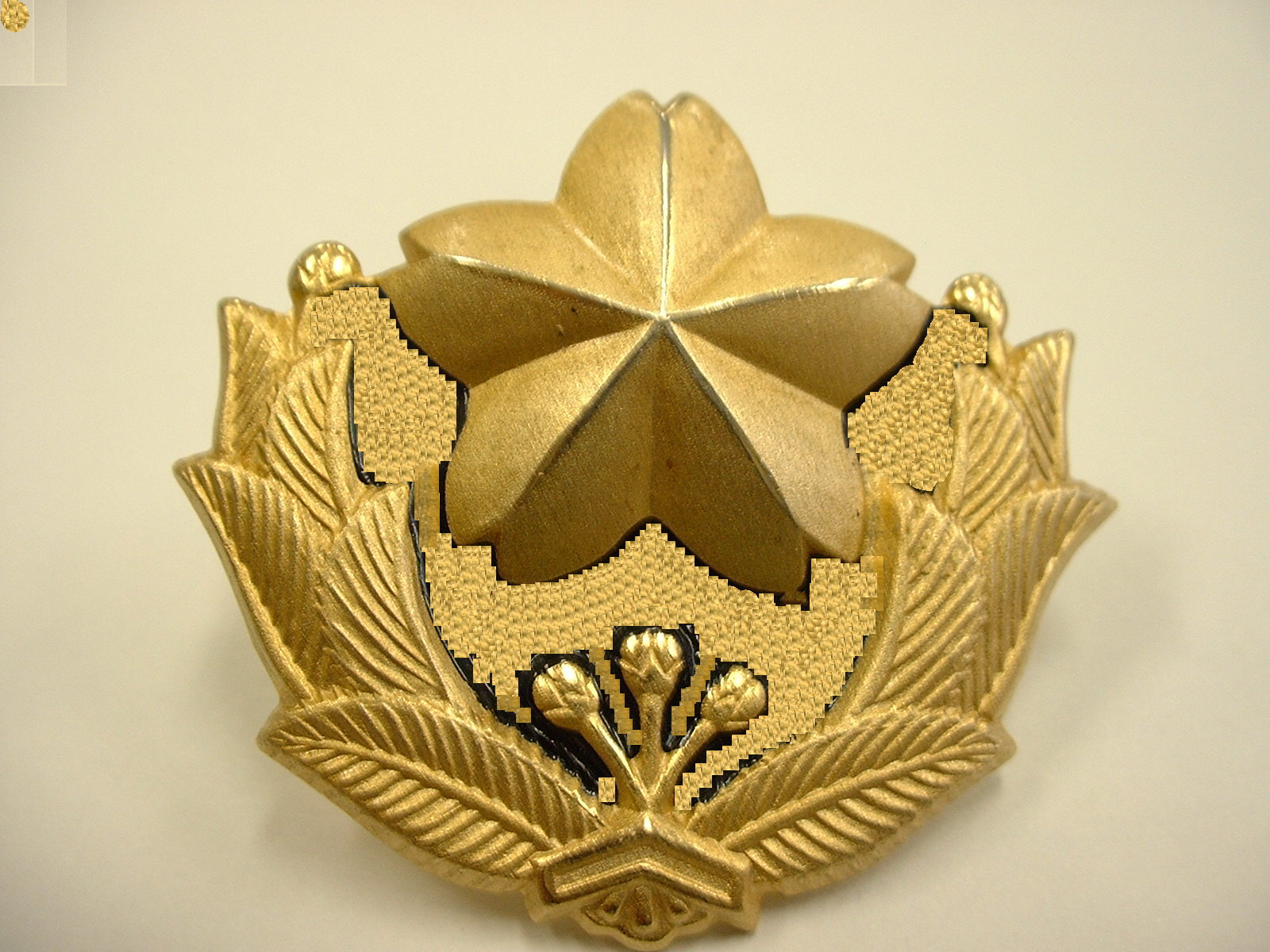
連隊長等の1佐相当職が乗車する車両に対しては、陸上自衛隊の帽章を意匠としそれを取り付けた台座を提示する。取り付ける帽章の一例
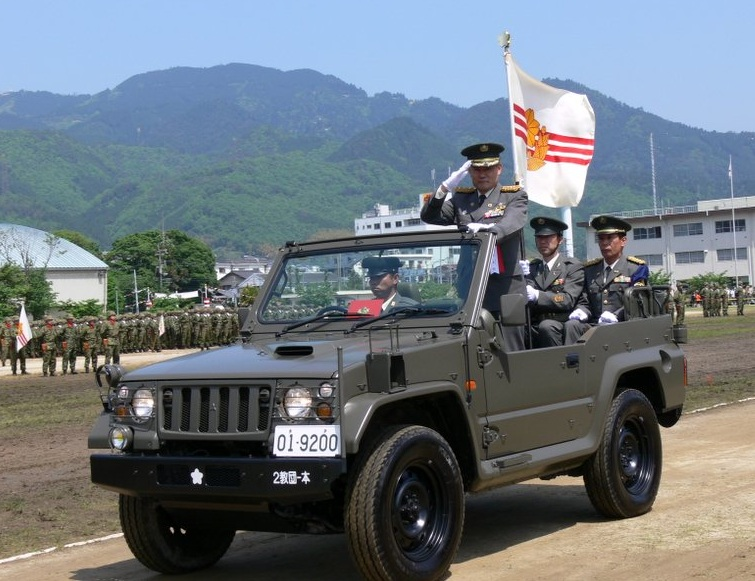
第2教育団長による巡閲、赤いパネルに帽章を提示しているのを確認
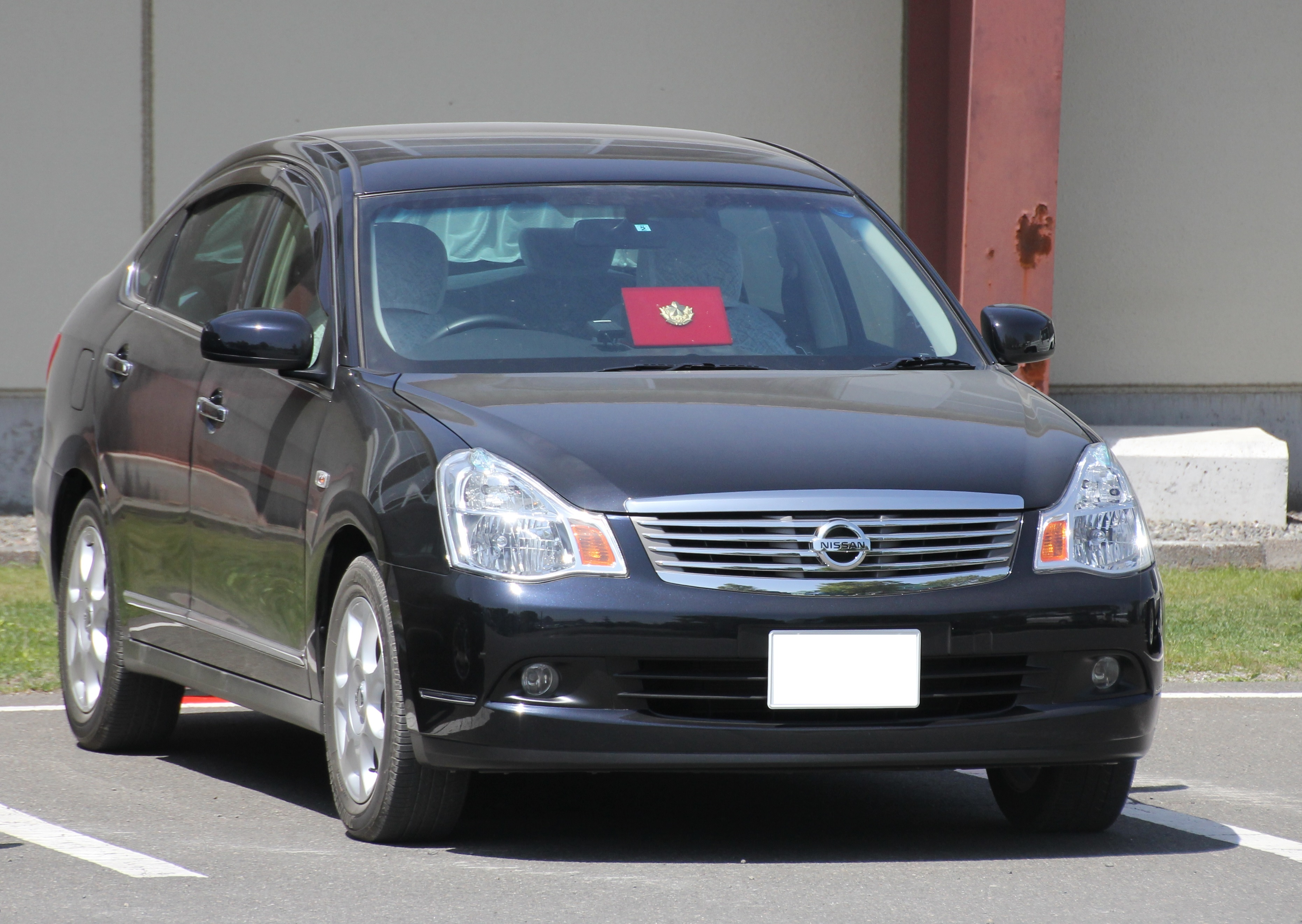
関東の某駐屯地にて撮影した車両で赤いアクリル板に陸上自衛隊の帽章を取り付けている。将官に準じた待遇の1佐が乗車する車両を示している

## 参考・脚注
1. ↑  桜星の数は軍人に例えると大将や中将等と同列である旨を示している。内閣総理大臣等に関しては元帥相当を表している
2. ↑  但し2佐の場合は駐屯地司令職を兼務する場合の待遇であり、別の部隊が移駐するなど司令職の兼務を解かれた場合は通常提示されない
3. ↑  公的行事に招待された場合等で、主催が防衛省等の場合に使用されている。師団等の主催で招待された場合は役職名を記した標識を使用する例がある

- 車両標識に関する訓令
- 桜と武2009冒頭の車両（副旅団長車）には赤いプレートに帽章が取り付けられているのが確認できる
- 桜と武2007副旅団長車に提示のプレートは赤いプレートに金色の帽章が取り付けられている
- 北大路機関教育団長が乗車する車両に提示の車両標識は赤に桜星らしき物が散見される